# Comunidad educativa
Comunidad educativa se refiere al conjunto de personas que influyen y son afectadas por un determinado entorno educativo.	Si se trata de una escuela, ésta formada por alumnos, exalumnos, docentes, exdocentes, directivos, aseadores(as), personal administrativo, padres, benefactores de la escuela, e incluso vecinos de los establecimientos.
En líneas generales, la comunidad educativa se encarga de promover actividades que lleven al mejoramiento de la calidad de la educación, y lograr además mejorar el bienestar psicosocial de los estudiantes. Busca no solamente impartir instrucción o mejorar la calidad de la misma, sino llegar a lo que podría llamarse educación integral, es decir, también jugar un rol que vaya más allá de los aspectos económicos y estructurales de la planta física de las instituciones educativas, alcanzando niveles de complejidad y responsabilidad al incluir aspectos como los controles en los presupuestos educativos, las evaluaciones de la calidad educativa y los controles a nivel socio-educativo, la conveniente inmersión en los proyectos comunitarios escolares y en los proyectos de aprendizaje, la investigación pedagógica-educativa, etc. La comunidad educativa puede y debe caracterizarse por estar abierta a los cambios y ser receptiva a las innovaciones. La comunidad educativa puede entenderse también como el colectivo de personas que intervienen en un determinado proyecto educativo, y que por lo general concierne más concretamente a un grupo de profesores y alumnos como elementos primarios, y a un grupo de padres y tutores como elementos muy directamente interesados.

## Líneas de trabajo en una comunidad educativa
Básicamente se destacan dos orientaciones generales:
- En caso de que el grupo se encuentre adscrito a un determinado establecimiento educativo, el trabajo en lo fundamental particularmente se orienta a dicho establecimiento (instalaciones, servicios, materiales didácticos), y/o a sus alumnos, y/o a sus docentes, y/o a los mecanismos de cooperación e intercambio entre los grupos.[2][3]

- En caso de que el grupo se encuentre adscrito más bien a un nivel educativo o a la educación en general, y/o a un gremio, y/o a un sector social, y/o a una ideología o partido político, las acciones se orientan a incidir sobre las políticas de gobierno en materia educativa, ya sea asesorando más o menos directamente a instituciones y poderes públicos, ya sea organizando o participando en protestas populares.[4][5][6][7][8]